# Papia Ghoshal
Papia Ghoshal je indická malířka, básnířka, spisovatelka, zpěvačka a herečka z Kalkaty. Je všestrannou osobností, která si vybudovala přední a významné jméno na mezinárodním uměleckém dění, zejména díky své jedinečné představivosti a kontribuci v malířství a poezii. Známa je i svým atraktivním zpěvem tradiční a vzácné indické hudby, ve své folkové hudební skupině Papia & Baishnav Tantra.

## Životopis

### Rané dětství

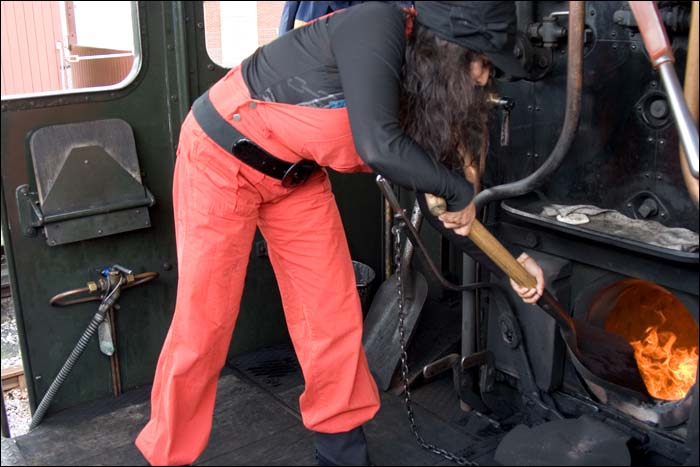
West Somerset Railways, United Kingdom

Narodila se ve vesnici Bandel v Západním Bengálsku v ortodoxní hinduistické, brahmínské rodině. Pochází z královského rodu Zamindar. Je pojmenována svými rodiči Papia, po indickém druhu ptáčka, zpívajícím před deštěm. Když byla jako dítě, její otec, specialista přes Ayurvédu, se odstěhoval s rodinou do Kalkaty. Již od raného dětství byla fascinována parními lokomotivami, což ji později přimělo si svůj sen splnit a stát se řidičkou parní lokomotivy ve West Sommerset Railways, a motivovalo k malování série obrazů věnované parním lokomotivám.

### Dospívání
V mládí Papia projevila velký zájem o umění, zejména o malířství a poezii, ale také o divadlo a zpěv. Nadšeně se věnovala malování různých tvarů a forem lidských postav a interpretovala jejich sexuální touhy a představy. Začala zkoumat obskurní realitu kolem sebe a zobrazovala na plátně vše nevšedního, co prožila. Některé její obrazy inklinovaly ke kubismu a některé k abstraktnímu umění.
Inspiraci pro psaní poezie a prózy čerpala hlavně z děl veteránského bengálského feministy a spisovatele Sarat Chandra Chattopathyay, blízkého příbuzného ze strany matky. Papii mysl zrála nad jeho prózou a příběhy, o kterých rodiče často doma diskutovali. Papia Ghoshal byla také značně motivována básněmi a knihami Rabindranátha Thákura, proslulého pro svá díla po celém světě, včetně Prahy.

## Vzdělání
Papia Ghoshal je absolventkou Kalkatské univerzity, vystudovala politologii, sociologii a klasický indický zpěv. Později studovala uměleckou akademii a rozhodla se věnovat v životě indickému umění. Papia se více než patnáct let zdokonalovala v malířství po boku legendárního indického malíře Prakashe Karmakara a na mnoha výstavách vystavovala svá díla společně s jeho a jiných proslulých malířů jako Jogen Chowdhury, Bijan Chowdhury a Nikhil Biswas.

## Výtvarné dílo

### Malířství
Díla Papii Ghoshal jsou mimořádně troufalá v očích průměrné společnosti. Často překonává bariéru mezi fantazií a skutečností. Papia se bezpochyby prosadila díky svému přínosu nové, jedinečné barvy do historie světa umění, malováním vlastní menstruační krví. 
Její první série nazvaná Svět zakázaných snů se stala zcela kontroverzní, zobrazováním mužských penisů jako jedinečné metafory, svým účelem otevřeně a směle pohledět do mužského světa.
Vlastním vyložením hinduistické mytologie ve svých obrazech Papia ctí nadřazenou ženskou sílu Shakti, zobrazováním různých forem bohyně Durgy a Kálí.
Její obrazy jsou vystavovány na různých akcích a v prestižních galeriích celého světa včetně Nehru Centra v Londýně, indické ambasády v Praze, Academy of Fine arts v Kalkatě, Indian Habitat Centre, Lalit Kala Academy a ICCR v Londýně, Novém Dillí a Kolkatě. V České republice Papia Ghoshal vystavovala např. v Galerii Miro, Galerii Lapidarium, na mezinárodním festivalu Art Prague, v mnoha kulturních centrech a na výstavách Shangri-la, pořádaných společností Livingstone.

### Výstavy
- Gallery on the Corner, Londýn 2014, Borders & Shunya
- The London Miscellany, Art exhibition - The Summer Party 2014, Londýn 2014
- Indický večer v Šangri-la, Západočeské Muzeum, Plzeň 2014
- Nehru Centre, Londýn 2014
- ICCR, CITY ART FACTORY; Shoi – Boi Mela, Kolkata 2014
- Art Prague, Praha 2013
- Nehru Centre, Londýn 2012 (Borders & Shunya)
- Art-Shart, Lahore – Pákistán 2012 (Borders)
- Go Kamera Fest, Livingstone CZ, Brno 2012

- Brno Kulturní Centrum (BKC), Galerie 10, Brno 2011

- The National Liberal Club, Londýn 2011

- Nehru Wangchuck Cultural Centre, Bhutan 2011
- Academy of Fine Arts, Kalkata 2010

- Art Prague, Praha 2009
- The Foyer – Indické Velvyslanectví, Berlín 2009

- Goethe Institute (Německé Kulturní Centrum), Sri Lanka 2009

- Gallery Aifacs, Nové Dillí 2008 (hosted by Indian council for cultural relation)

- Lauderdale House, Londýn 2007
- Galerie Lapidarium, Praha 2007
- Many Colours of Asia (representing India) Praha 2007
- John Bloxhom’s Gallery, Londýn 2006
- Woburn Gallery, Londýn 2006
- Academy of Fine Arts, Kalkata 2006

- Academy of Fine Arts, Kalkata 2005

- Chitrakoot Art Gallery, Kalkata 2005
- Nehru Centre, Londýn 2005
- Diorama Art Gallery, Londýn 2004
- Gender Studies, Praha 2004[11]
- Lalit Kala Academy, Nové Dillí 2004
- Tagore Centre, Berlín
- Trienal Prague National Gallery
- Gallery Miro Prague
- Indian Habitat Centre, Delhi

## Literární dílo

### Poezie
Její první kniha básní ’Ritur dingulo’ byla přeložena do angličtiny (jako "The Days of menstruations") a do češtiny ("Dny menstruace"). Básně této sbírky, jak se zdá jsou výsledkem dlouhých úvah po smyslu ženství. Série obrazů Flow, malovaná Papii vlastní menstruační krví je celá inspirovaná právě básněmi této sbírky.

Poezie knihy Second Sight vyjadřuje rány, kterým matka Indie musí čelit ve chvílích, kdy její občané překračují hranice vyspělejších zemí Západu.
Nově vydaná kniha The Wild smell of lantana ("Divoká vůně lantany") věnovaná umělkyni oblíbené, v Indii divoce rostoucí květině symbolizuje svobodu divoké lidské duše a svrchovanou lásku pro Svět.

#### Knihy básní
Vydané knihy poezie:
- The Wild smell of lantana (anglicky 2012)
- Dny menstruace (česky - 2010)
- Second sight (anglicky - 2009)
- Textuation (anglicky 2007)
- The Days of menstruation (anglický překlad - Christopher Arkell, 2006)
- Ritur dingulo (bengálsky 2003 - Mezinárodní knižní veletrh v Kalkatě)

## Angažovanost
Ghoshal je mezinárodní vydavatelkou a editorkou časopisu 'The London Miscellany', věnujícího se literatuře a umění, poprvé vydaného v Anglii roku 1825. Do roku 2009 byla mezinárodní editorkou časopisu The London Magazine, založeném v roce 1732. Je ředitelkou The Miscellany Foundation, charitní organizace pomáhající chudým umělcům z Indie. Papia Ghoshal představuje a hovoří o svém umění, poezii a hudbě na různých univerzitách a v institucích.

## Prestižní ocenění

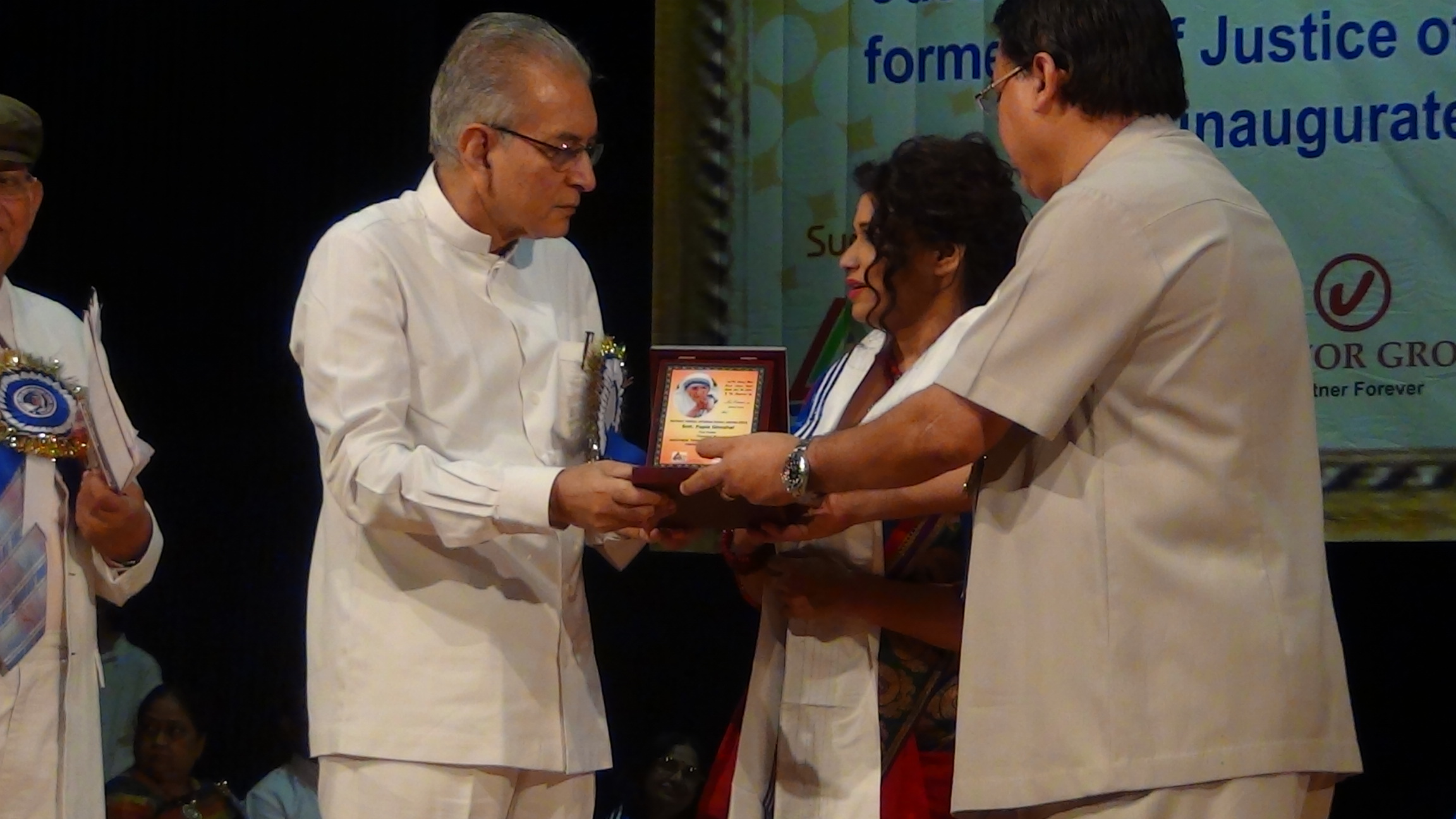
Mother Tereza International Award, Papia Ghoshal

European Prize for Fine Arts (by European Union of Arts, Miro Gallery, Prague 2007) with Prof. PhDr. Miroslav Klivar

Papia získala řadu prestižních ocenění jako je např.:
- Medal of Franz Kafka (Evropský kruh Franz Kafka, Praha 2008)
- Mother Teresa International Award (Kalkata 2012)
- World Prize of Salvadore Dali (Alliance Salvadore Dali International, Galerie Lapidarium, Praha 2009)
- European Prize for Fine Arts (Evropská unie umění, Galerie Miro, Praha 2007)
- Chitranandan Award (Birla Academy of Art and Culture, Kalkata 2013)
- Bhunath Mukhopadhyay Award 2005
- Rabindranath Tagore’s 150 years Anniversary Award by Karuvash, (Kolkata 2011)
- Nandansree Award (Surnandan Bharati, Kolkata 2012)

## Film a divadlo

### Divadlo
Papia byla divadelní aktivistkou již od základní školy. Účastnila se seminářů Saoli Mitra, divadelních spolků Pancham Baidik a Bibhabhan a později v roce 2001 založila svůj vlastní divadelní spolek s názvem Ravash.

### Herecká kariéra
- Kantatar (Barbed Wire) – bengálský celovečerní film, režie Bappaditya Bandhopadhyay (premiéra na 10 mezinárodních festivalech)
- Cosmix Sex – bengálský celovečerní film, režie Amitava Chakraborti (2012, Cine Central Mezinárodní Filmový Festival, Mezinárodní Filmový Festival Kerala) [13]
- Shantiniketan – bengálský celovečerní film, režie Ashoke Viswanathan (uveřejněno brzy)
- Manasa Mangal – televizní film, režie Ashok Viswanthan
- Untitled – krátký film SRFTI, režie Sunil S. (2011, SRFTI DIPLOMA film)
- Khasi Khata – bengálský celovečerní film, režie Judajit Sarkar
- Nabarun – bengálský dokumentární film o Nabarun Bhattacharya, režie Q (Quashik Mukherjee)
- Anandanagarir Kathakata – televisní seriál, režie Bappaditya Bandopadhyay
- Suprovat – bengálské ranní zprávy od Khash Khabor, uvaděčka a reportérka
- Khelte Khelte – sportovní televizní kanál Kolkata, fotbalová reportérka

### Režie a produkce
- Papia studovala na Raindance Film Institute v Londýně 35 mm filmovou tvorbu a cinematografii ARI 5 kamera

- Je producentkou a asistentkou režie filmu Shilpantar, promítaného na mezinárodních festivalech v Bratislavě, Sofii a Helsinkách.

- Byla producentkou a režisérkou TV seriálu Rangeen Prithibi.

- Asistovala režisérům Ashoke Viswanathan a Bappaditya Bandopadhyay po několik let v mnoha projektech.

Papia je režisérkou a producentkou dokumentárních filmů
- Syria, in Search of Truth (Cine Central Mezinárodní Filmový Festival 2013, Mezinárodní Filmový Festival Kolkata 2013)
- Rituals & Festivals of Bengal (promítání v The London Nehru Centre 2014)
- Second Sight (Mezinárodní Video Art Festival Řím)

### Dokumentární filmy o Papii Ghoshal
- Příběh Tantry v režii Viliama Poltikoviče a produkce České televize, galerie DOX, Bio Art production, Livingstone, 2020
- Aleš Lang - Papia the Rainbird (Mezinárodní Film. Fest. Kolkata, Mezinárodní Film. Fest. Trissur)
- Martin Pátek z ČT pro Českou Televizi – Babylon (Papia Ghoshal)[14]
- Aparagita Sinha - Indian in Prague (Indka v Praze).